# 샘표 (기업)
샘표주식회사는 대한민국의 지주 회사이다. 본사는 서울특별시 중구 충무로 2 (필동1가 51-9)에 있다.